# Jeff Kober

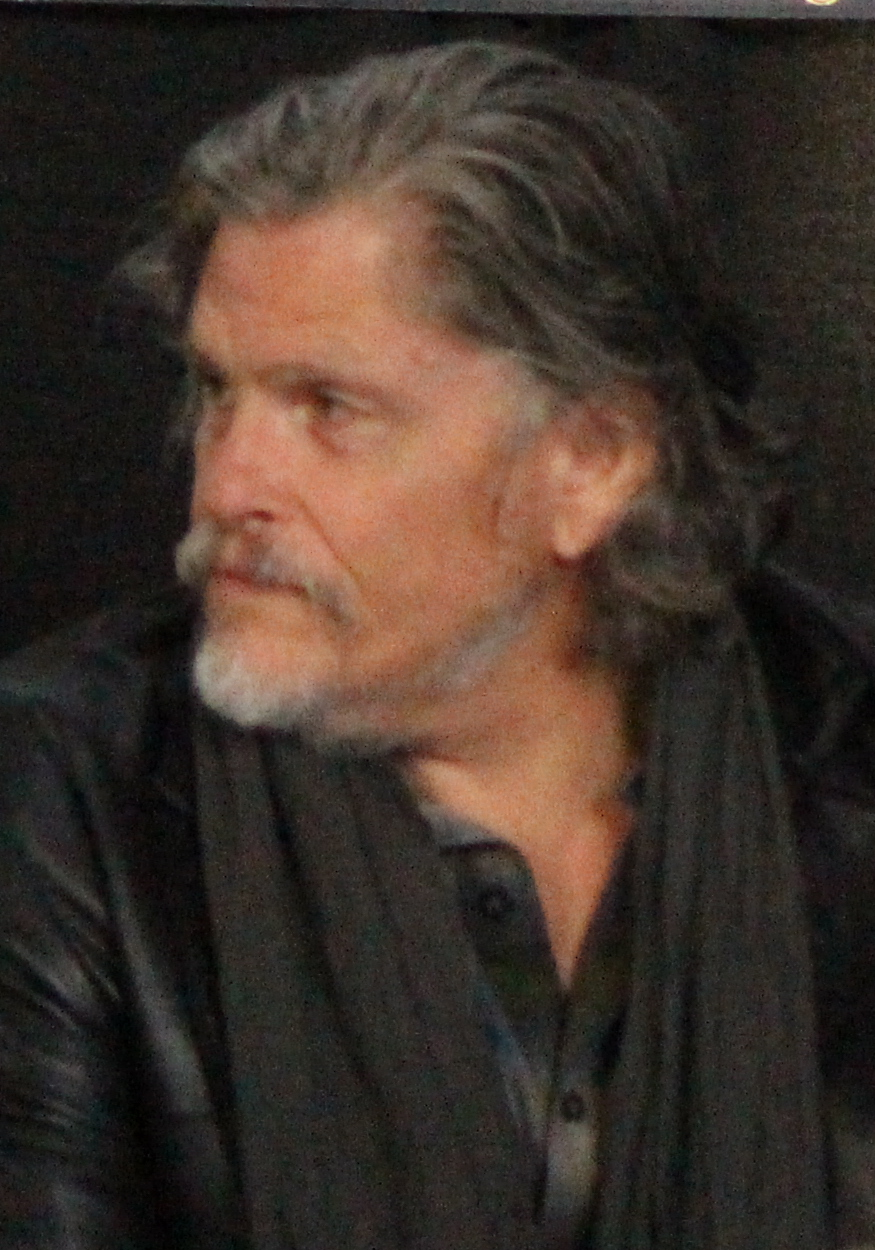
Jeff Kober (2015)

Jeff Kober (* 18. Dezember 1953 in Billings, Montana) ist ein US-amerikanischer Schauspieler.

## Leben und Karriere
Wegen seines markanten Gesichts spielt er des Öfteren die Rolle von Bösewichten wie Mörder oder Drogendealer. Seine erste Rolle als Schauspieler hatte er 1985 in V – Die außerirdischen Besucher kommen. Danach folgten Auftritte in verschiedenen Fernsehserien, bspw. 1985 in Ein Engel auf Erden. Von 1986 bis 1987 war er in sieben Folgen der Serie Falcon Crest zu sehen. Von 1988 bis 1991 übernahm er eine tragende Rolle in der Fernsehserie China Beach.
Auch die Rollen in Film- bzw. Kinoproduktionen nahmen zu. Die erste wohl auffällige Filmrolle hatte er neben Lou Diamond Phillips in Pentagramm – Die Macht des Bösen (1990). Weitere Kino-Auftritte hatte er neben Vin Diesel in Extreme Rage (2003) oder in The Hills Have Eyes 2 (2007).
Kober trat auch in vielen weiteren Fernsehserien auf z. B. in Ein Engel auf Erden, Akte X – Die unheimlichen Fälle des FBI, Star Trek: Raumschiff Voyager, Buffy – Im Bann der Dämonen, Charmed – Zauberhafte Hexen oder Criminal Minds. Seit Mitte der 1990er Jahre ist er vor allem als Gastdarsteller in den unterschiedlichsten Serien aktiv. Eine für ihn seltene wiederkehrende Rolle hatte Kober in den Jahren 2009 bis 2011 in Sons of Anarchy inne. 2014 spielte er in vier Folgen von The Walking Dead die Rolle des Joe.

## Filmografie (Auswahl)
Filme
- 1986: Heiße Hölle L. A. (Out of Bounds)
- 1988: Codename Viper (Viper)
- 1988: Spacecop L.A. 1991 (Alien Nation)
- 1990: Pentagramm – Die Macht des Bösen (The First Power)
- 1995: Tank Girl
- 1995: One Tough Bastard (One Man’s Justice)
- 1997: Der Macher (The Maker)
- 2001: Lost Voyage – Das Geisterschiff (Lost Voyage, Fernsehfilm)
- 2002: Genug – Jeder hat eine Grenze (Enough)
- 2003: Extreme Rage (A Man Apart)
- 2004: Hidalgo – 3000 Meilen zum Ruhm (Hidalgo)
- 2007: The Hills Have Eyes 2
- 2012: Unterwegs mit Mum (The Guilt Trip)
- 2016: Sully
- 2019: Lie Exposed (auch Drehbuch)

Serien
- 1985: Ein Engel auf Erden (Highway to Heaven, 2 Folgen)
- 1987: MacGyver (Folge 2x15)
- 1993: Akte X – Die unheimlichen Fälle des FBI (The X-Files, Folge 1x08)
- 1994: Walker, Texas Ranger (Folge 2x12)
- 1996: Embraced – Clan der Vampire (Kindred: The Embraced, 8 Folgen)
- 1999: Charmed – Zauberhafte Hexen (Charmed, Folge 1x20)
- 1999: Seven Days – Das Tor zur Zeit (Seven Days, Folge 1x17)
- 2001: Star Trek: Raumschiff Voyager (Star Trek: Voyager, Folge 7x13)
- 2002: Star Trek: Enterprise (Folge 1x15)
- 2002: Emergency Room – Die Notaufnahme (ER, Folge 9x08)
- 2002: Buffy – Im Bann der Dämonen (Buffy the Vampire Slayer, 4 Folgen)
- 2005: Criminal Minds (Folge 1x09)
- 2006: 24 (Folge 5x01)
- 2006: Law & Order: Special Victims Unit (Folge 6x07)
- 2007: Supernatural (Folge 2x19)
- 2009–2013: Sons of Anarchy (18 Folgen)
- 2010: Lost (Folge 6x03)
- 2012: New Girl (3 Folgen)
- 2014: The Walking Dead (4 Folgen)
- 2016: Shameless (2 Folgen)
- 2016: Timeless (Folge 1x05)
- 2017–2018: Navy CIS: L.A.
- 2018: Van Helsing (Folge 3x12)
- 2020: Big Dogs (7 Folgen)
- 2021: Bosch (Folge 6x05)